# Björneborgs ekonomiska region
Björneborgs ekonomiska region (finska: Porin seutukunta) är en av ekonomiska regionerna i landskapet Satakunta i Finland. Folkmängden i regionen uppgick den 1 januari 2013 till 137 506 invånare, regionens totala areal utgjordes av 5 950 kvadratkilometer och därav utgjordes landytan av 3 471,38  kvadratkilometer.  I Finlands NUTS-indelning representerar regionen nivån LAU 1 (f.d. NUTS 4), och dess nationella kod är 043 .  

## Medlemskommuner i regionen
Björneborgs ekonomiska region  omfattar följande åtta kommuner: 
- Harjavalta stad
- Vittis stad
- Kumo stad
- Sastmola kommun
- Nakkila kommun
- Påmark kommun
- Björneborgs stad
- Ulvsby stad

Samtliga kommuners språkliga status är enspråkigt finska.